# Emmanuel Daucé
Pour les articles homonymes, voir Daucé.
Emmanuel Daucé, né en février 1975, est un producteur et scénariste français de séries télévisées.

## Biographie
Diplômé de l'Essec et de la Fémis, lauréat de la bourse scénariste TV de la Fondation Hachette en 2002, Emmanuel Daucé dirige Tetra Media Fiction depuis 2005, et a codirigé le département Création de séries TV de la Fémis de 2013 à 2019. 

## Filmographie
- Une belle histoire, 8 x 52 min - France 2
- Vernon Subutex, 9 x 45 min - Canal +
- Un village français, 72 x 52' - France 3
- Les Hommes de l'ombre, 18 x 52 min - France 2
- La Commune, 8 x 52 min - Canal +
- Paris Police 1900, 8 x 52 min - Canal +
- Paris Police 1905, 6 x 52 min - Canal +
- Paris Police 1910, 6 x 52 min - Canal +
- Infiltré(e), 6 x 52 min, France 2
- Les espions de la terreur, 4 x 52 min, M6
- Sentinelles - Mali, 7 x 52 min, OCS
- Sentinelles - Ukraine, 6 x 52 min, OCS Ciné +
- Irresponsable, 30 x 26 min, OCS
- Amnesia, 10 x 10 min, Studio +
- La commanderie, 8 x 52 min, France 3

### Récompenses

#### Pour des séries
- Une belle histoire : Prix de la meilleure série au festival de la fiction TV de La Rochelle 2019
- Un village français :
  - Grand prix Historia – Festival Historia Vivez l’Histoire 2018
  - Prix de la presse internationale, meilleure série française – Série Mania 2013
  - Prix du Syndicat français de la critique de cinéma et des films de télévision 2012
- Les Hommes de l'ombre
  - Prix de la meilleure série remis par la presse étrangère  - Festival de Monte-Carlo 2012
  - Prix d’interprétation féminine pour Nathalie Baye - FIPA 2012

#### En tant que producteur
- Avec Jean-François Boyer pour la société Tetra Media Fiction : Prix du producteur de télévision 2012 dans la catégorie « fiction » décerné par la Procirep[3] (remis le 10 décembre 2012)